# Glenea splendidula
Glenea splendidula là một loài bọ cánh cứng trong họ Cerambycidae.